# Asthana
Asthana là một chi bướm đêm thuộc họ Erebidae.